# Col·loqui
El col·loqui és una conversa, especialment formal o sobre temes seriosos, entre dues o més persones, com ara les discussions en un debat o conferència o els intercanvis d’opinions entre filòsofs o estudiosos. S'oposa al soliloqui, on parla una sola persona.

## Gènere literari

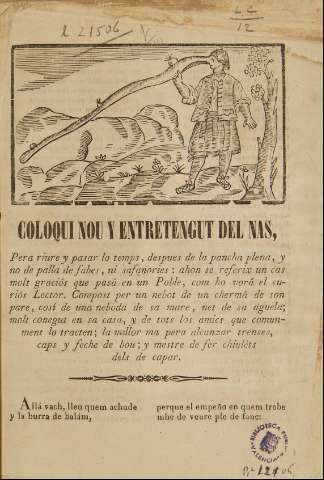
Primera pàgina del "Col·loqui del nas", publicat a la impremta de Blai Bellver (Xàtiva) l'any 1879.

El mot col·loqui va donar nom a dos gèneres literaris diferents. Per una banda s'anomena col·loqui o diàleg a una composició literaria dialogada, en prosa o en vers, amb finalitat expositiva o purament literaria. En català, l'exemple més famós el constitueixen Los Col·loquis de la insigne ciutat de Tortosa, escrits per Cristòfor Despuig el segle XVI.
També es designa amb el mot col·loqui a un gènere de literatura de canya i cordell que va ser molt popular a València durant els segles XVIII i XIX i que es va convertir «en l’únic refugi literari de la llengua dels valencians» durant el seu període de decadència. Eren obres còmiques en vers de caràcter costumista que es declamaven per artistes anomenats col·loquiers els dies de festa al País Valencià. També eren impresses en plecs solts i venudes al públic. Alguns dels col·loquis més importants són:
- Coloqui del nas, anònim publicat a la impremta Laborda l’any 1753.[2]
- Coloqui entretengut, hon se reciten algunes de les moltes rinyes, que solen pasar entre les Sogres i Nores, de Carles Ros, publicat l’any 1758.[2]
- Coloqui de coloquis ó ansisám de totes herbes, de Baptista Escorigüela, manuscrit que es troba a la Biblioteca Valenciana Nicolau Primitiu,[3] on l’autor fa referència als títols d'altres col·loquis, romanços, relacions i cançons que interpretaven els col·loquiers.

Segons Rosa Cañada, el col·loqui va assumir al País Valencià el corrent costumiste dels sainets de Ramón de la Cruz i González del Castillo i del plecs de cordell andalusistes, i «constituïx la veta subterrània de teatre en llengua pròpia (...) que enllaça amb el desenvolupament del sainet valencià en el segle XIX.